# 12306 Пібронштейн
12306 Пібронштейн (12306 Pebronstein) — астероїд головного поясу, відкритий 7 жовтня 1991 року.
Тіссеранів параметр щодо Юпітера — 3,486.